# 1935 no jornalismo
Nesta página encontrará referências aos acontecimentos directamente relacionados com o jornalismo ocorridos durante o ano de 1935.

## Eventos
- 17 de Março - É fundado o Jornal Cidade de Tomar.

## Nascimentos
| Data            | Nome            | Profissão                                        | Nacionalidade  | Observações | Ref |
| --------------- | --------------- | ------------------------------------------------ | -------------- | ----------- | --- |
| 26 de Fevereiro | Cícero Sandroni | jornalista e escritor                            | Brasil         |             |     |
| 22 de agosto    | Annie Proulx    | jornalista                                       | Estados Unidos |             |     |
| 29 de setembro  | Plínio Marcos   | escritor, dramaturgo, ator, diretor e jornalista | Brasil         | m. 1999     |     |

## Mortes
| Data        | Nome                            | Profissão                                                 | Nacionalidade | Observações | Ref |
| ----------- | ------------------------------- | --------------------------------------------------------- | ------------- | ----------- | --- |
| 2 de agosto | Bento Carqueja                  | empresário, publicista, escritor, naturalista e professor | Portugal      | n. 1860     |     |
| ??          | Álvaro da Silva Pinheiro Chagas | jornalista                                                | Portugal      | n. 1872     |     |